# 愛少女波麗安娜物語
《愛少女波麗安娜物語》為日本動畫公司製作的《世界名作劇場》系列第12部的動畫作品。改編自美國作家愛蓮娜·霍奇曼·波特的作品《少女波麗安娜》（Pollyanna）與《波麗安娜的青春》（Pollyanna Grows up）。自1986年1月5日播至同年1986年12月28日，全51集。臺灣由臺視於1988年5月至1989年4月每星期一下午六點播出。

## 故事
時代是1920年～1921年的美國。以西部虛構的城鎮貝魯丁古茲村與波士頓為舞台的家族愛的故事。

### 第一部
- 主角波麗安娜的父親突然過世，住在貝魯丁古茲村的阿姨波麗希望能夠收養她，波麗安娜用了她的想法感化了周遭人的想法，之後意外的被汽車撞到後腳就不能動了的波麗安娜，忍耐的經過危險的手術後，靠著自己的毅力變的能夠再讓雙腳能夠走路。

西部篇
主角波麗安娜，與西部的牧師父親約翰兩個人一起生活。父親約翰在第二話很快的就過世了。變成孤兒的波麗安娜，被阿姨波麗迎接來收養･･･
貝魯丁古茲村篇
波麗阿姨收養了，來到貝魯丁古茲村的波麗安娜。面對阿姨嚴厲的態度的她一點也不害怕，她反而往開朗光明的態度去教大家「尋找快樂的遊戲」。波麗安娜一心一意的幫助大家，周圍的人們的心被她所吸引。
她改變了村裡第一有錢大富翁的奇特的人班德爾頓，還有像乞丐一樣般生活的孩子吉米，對於生病不抱希望而滿腹牢騷的史諾夫人，還有各式各樣有怪癖的人物登場。　
因為波麗安娜的關係使的街上的人的心都有希望的明亮起來了，不過之後因為被汽車撞到後神經疼痛，而被醫生宣告不能再站起來時。波麗安娜，最擅長的「去尋找快樂」變的再也不可能了。在感到絕望的時候，得知如果去波士頓動手術後，說不定可以再次站起來。為了動手術，與波麗阿姨一起往波士頓出發。
波士頓篇
為了接受腳部的手術，而來到波士頓的波麗安娜。波麗安娜的腳部手術，一開始被預測的會成功機率很低，而且可能會有生命危險。慌張失措的波麗一心想要逃離，但是波麗安娜卻堅定決心要挑戰，這高危險性的手術。波麗安娜她，在忍耐著經過長時間的手術後，她的腳部手術非常的成功。
正在逐漸恢復中的波麗安娜，對於長年避不見面的波麗與齊爾頓，知道了他們兩位曾經是戀人這種事情。波麗安娜她和吉米一起協助合作，嘗試讓他們兩人再次和好。

### 第二部
- 手術後在波士頓做復健而在卡魯家中生活的波麗安娜，尋找卡魯夫人的下落不明的外甥傑米為中心而奮鬥的故事就此展開。波士頓篇，鄰居的大小姐莎蒂，住在貧苦地區的米奇等人物也就此登場。波麗安娜遇見了住在墨菲小鎮的小少爺詹姆斯，她真的就是卡魯夫人的外甥傑米嗎？受傷而逐漸康復的波麗安娜在回到貝魯丁古茲村後發生了悲劇･･･還有波麗安娜的第一好朋友吉米的過去也意外的真相大白。

波士頓篇
為了復健，在波士頓的大富豪卡魯家生活的波麗安娜。卡魯夫人，生的孩子早夭，而最疼愛的外甥傑米‧肯特又下落不明，因此過著不幸的每一天。卡魯夫人打算去找失蹤已久的外甥傑米‧肯特。
到達波士頓的隔天，波麗安娜發現的的松鼠奇普蒙克不見了。因此在不熟識的大都市波士頓尋找奇普蒙克的下落時，波麗安娜迷路了。之後在路上出現在波麗安娜面前的，是個名叫米奇的少年在賣報紙。
為了繼續尋找奇普蒙克的波麗安娜。此時的奇普蒙克，被來到公園的一位坐輪椅的少年保護著。但是，那位坐輪椅的少年卻說，這隻松鼠不是奇普蒙克。而牠名字是叫蘭斯洛特騎士，是他自己給這隻松鼠的名字･･･
在公園遇到的輪椅少年的波麗安娜，得知他叫小少爺詹姆斯又叫傑米，波麗安娜想他會不會就是失蹤已久的傑米‧肯特，這個傑米後來被卡魯夫人收養。
貝魯丁古茲村篇
結束復建，回到貝魯丁古茲村的波麗安娜。在波麗安娜的慶祝會上，因為有病患而中途退席的齊爾頓，在回來的時候摔下山崖，結果成了不歸人。
波麗安娜打算讓處在悲傷狀態的波麗，給予鼓勵並振作起來，可是怎麼做都感到不順利。為了讓波麗的心情好起來，波麗安娜她，找來了與波麗關係很要好的卡魯夫人，並且招待來到貝魯丁古茲村的傑米。
傑米，與卡魯夫人初次見面時，與養父班德爾頓一起到賀林頓家拜訪。但當卡魯夫人看到吉米的臉時，她感覺曾經有看過吉米一樣･･･

## 登場人物與配音員陣容

### 從第一部出現的登場人物
波麗安娜‧惠提爾（小安娜）
配音員：堀江美都子／（台）李宛鳳（台視）、楊凱凱(齊威國際DVD)／（港）龍德瓊
「尋找快樂的遊戲」（不論發生什麼事情都要從中尋找光明璀璨的一面）擅長尋找這方面的天真浪漫的少女。8歲。她能考慮週遭的人操心的想法與溫柔的個性。雖然小孩子的想法很單純，但是她卻能即時轉彎，想到什麼事情就馬上進行的那種類行。非常喜歡三稜鏡所呈現出來的光。她非常在意有雀斑（當時女性認為臉上有雀斑即代表自己面貌醜陋）。從小與父母親死別，被波麗所收養。有高興的事情時她就有那種喜歡開門和關門的習慣。經常喜歡到處跑和到處跳等出眾的才藝。傷心的時候，她就會拿出媽媽的手鏡想著媽媽並且跟她說說話。播映結束之後堀江她也做了角川版世界名作動畫全集的預告。
約翰‧惠提爾
配音員：田中秀幸（青年時：關俊彥）
波麗安娜的父親，是個牧師。不顧大家的反對與波麗安娜的母親一起私奔到西部去。之後，賀林頓家接連不斷的遭致不幸，妹妹波麗非常憎恨著這件事情。在聖經裡出現800次的喜悅的文字，並且教導波麗安娜「尋找快樂的遊戲」。因為貧窮的關係在波麗安娜8歲的時候病死。享年38歲。
名字的由來，據說是原作作者取自於19世紀美國的一位同名同姓的詩人約翰·格林里夫·惠提爾。
珍妮‧賀林頓→珍妮‧惠提爾
配音員：渡邊菜生子（年輕時：佐佐木留恩→土井美加）
波麗安娜的母親。波麗安娜4歲的時候去世。賀林頓家2姊妹的長女，原本她可以繼承豐厚的財產的，但是她卻和貧窮的淵和牧師私奔。是個大美人，為此班德爾頓曾經單戀著她。與妹妹【波麗】（本來要用【波麗】)的感情非常好，但是為了波麗安娜這個名字，就以「パレー」來表示著，「ポリー」的設定並沒有被採用。1916年去世，享年33歲。
波麗‧賀林頓
配音員：野澤雅子（年輕時：室井深雪→岡本麻彌／（台）李明幸）
珍妮的妹妹，波麗安娜的阿姨。因為一度遭受不幸，所以就深深封閉自己的心靈，原本是溫柔何善的個性。在雙親去世後，她是一個人自己挑起守護賀林頓的一位剛毅女性。之後她收養了姊姊的孩子波麗安娜。她喜歡姊姊珍妮，不過約翰牧師和珍妮結婚以後，賀林頓家開始遭到不幸，因此她對約翰牧師非常的憎恨。同時，她以前的戀人齊爾頓，因為他擁護約翰牧師，所以她就和他分手了。對於沒有追求到她姊姊珍妮的班德爾頓，他的心情像洩了氣的氣球一樣。因此她就時常去拜訪班德爾頓，給他打氣。哪知村裡的人懷疑她們兩個人在幽會，因此之後她就再也沒有去了。她很討厭約翰牧師的女兒波麗安娜，不過，之後她被波麗安娜的關愛而感化她的心，並且邁向美好的光明。在波麗安娜發生意外事故時，她與班德爾頓和解，再來與齊爾頓和解後結婚。
傑瑞麥亞‧O‧賀林頓
珍妮與波麗的父親，在珍妮與約翰牧師結婚後離開賀林頓家，之後不知道是什麼原因的情況下過世了，享年53歲。
伊麗莎白‧H‧賀林頓
配音員：花形惠子
珍妮與波麗的母親，在珍妮與約翰牧師結婚後離開賀林頓家，之後不知道是什麼原因的情況下過世了，享年48歲。
法蘭克老師
配音員：矢田稔
賀林頓家請來教波麗安娜鋼琴的老師。
吉米‧班恩／吉米‧班德爾頓
配音員：山田榮子／（台）姜瑰瑾（台視）、王瑞芹（齊威國際DVD）
被先父教育出來的善良又有朝氣的少年。在孤兒院裡面生活著，不過他不喜歡那裡，所以就跑出來找工作和住的地方。波麗安娜是他第一個好朋友。因為是孤兒所以村陣裡的人都對他近而遠之。實際上他是個非常用功的人。他在班德爾頓的森林裡建造了自己的城堡（小屋），打算事後去去會見班德爾頓並徵求他的同意。為了鼓勵著遭到意外事故的波麗安娜，他為為班德爾頓家的養子，達成了她的希望（之後，他就以吉米‧班德爾頓的名義自報姓名）。對於逐漸康復中的波麗安娜捎來的信中提到的小少爺詹姆斯，他就顯示出他非常的嫉妒的一面，說出如果這樣的話就不要寫信來了（在波麗安娜回來的時候還為她舉行歡迎會）。吉米與波麗安娜會相衝突的事情有很多，但是最重要的是他們都想著彼此的心情（原作中他長大後，與波麗安娜結婚了）。故事進入尾聲時他的出身真相大白。
約翰‧班德爾頓
配音員：銀河萬丈
貝魯丁古茲村的首富，除了朋友齊爾頓之外都不想跟誰講話，在屋子裡過著寧靜的生活。在波麗安娜糾纏上時他有點介意，後來就打開了他的心房。年輕的時候，喜歡到世界各地旅行。屋子裡面擺設了很多那時候買來的藝術品。在以前，他愛著波麗安娜的母親珍妮。在波麗安娜發生事故時與波麗和解。同時，他收養了孤兒吉米作為自己的養子。他們兩個的親子關係樣子變的非常好。最終回時，他勇敢的對周圍的人表達了他的想法。不過，他不擅長唱歌。
湯瑪斯‧齊爾頓
配音員：田中秀幸
是班德爾頓的主治醫師亦是老朋友。在原作的通稱為湯姆。與約翰牧師的聲音非常相似（事實上配音員與約翰牧師是同一個人），波麗安娜感覺他和父親好像。
以前他和波麗是一對戀人，由於一些芝麻綠豆的瑣碎小事實吵架分開。這14年以來，他們兩人一直過著單身生活。之後在小安娜的幫助下和波麗‧賀林頓重新和好，並結婚。但在2個月後，因在風雨天出診，回程時意外滑落山谷，不幸過世。
哈洛德
配音員：野島昭生
齊爾頓醫生的助手兼看護。
南西‧哈特萊
配音員：潘惠子/（台）王瑞芹
賀林頓家雇用的女傭。父親在1年前去世，為了生病的母親，還有弟弟和妹妹的生活費而出來做女傭的工作。用腳踢來關門的話就喪失女傭的資格，然而她是心非常溫暖的人，她覺得波麗安娜被波麗小姐欺負的時候她總是忍在心裡，覺得很可憐，她一直是波麗安娜的夥伴。因為她是在鄉下出生的，所以說話不太有禮貌。
原作第二部的後半她與提摩西結婚了，而名字變成了南西‧達爾金。
提摩西‧培森
配音員：堀秀行
作為賀林頓家服侍而雇用的年輕人。最擅長吹喇叭。
在原作中他的名字為提摩西‧達爾金。
湯姆‧培森
配音員：緒方賢一
提摩西的父親，與兒子一起在賀林頓家的庭園工作。是個頑固但卻有個溫柔的心的老爺爺。長年服侍著賀林頓家的人，是少數知道賀林頓加悲劇的其中1人。不擅長唱歌。
在原作中他的名字為湯姆‧達爾金，而「湯姆‧培森」在原作中另有其人。
達爾金‧培森
配音員：近藤高子
提摩西的母親，湯姆的妻子。在賀林頓家工作。
在原作中她的名字為美雅麗・達爾金，在動畫中把「達爾金」當成她的名字。
F‧H‧川布爾
配音員：塚田正昭
貝魯丁古茲村裡的洋裝店的老闆。
艾茲拉
配音員：京田尚子
班德爾頓家工作的女傭老婆婆。耳朵有點重聽，但是在她被別人說她壞話時她卻可以聽得到。
史諾夫人
配音員：中西妙子
因為生病而睡在床上的伯母。她對著來看她的人總是發著牢騷，因此讓大家都不太喜歡她。但是，在波麗安娜教她去做尋找快樂的遊戲時，她就恢復到可以坐馬車出門了。而愛發牢騷的個性也就此消失了。
蜜莉‧史諾
配音員：莊真由美
史諾夫人的女兒。一邊工作一邊照顧著史諾夫人。
班頓夫人
配音員：佳川紘子
齊爾頓醫院的常客，原本有個和波麗安娜一樣開朗的女兒，只是因為生了病死掉了，她是個常來向齊爾頓訴苦的寡婦。
福特夫人
配音員：中西妙子→好村俊子
院長
配音員：石森達幸
吉米所在的孤兒院的院長。
華倫醫生
配音員：辻村真人
在貝魯丁古茲村的執業醫生。替波麗安娜看診，並將米德醫生介紹給她的人。
米德醫生
配音員：戶谷公次
紐約的著名醫生，卻對波麗安娜所受的傷束手無策。
梅莉
與波麗安娜同時間在波士頓的醫院接受手術的女孩子。非常害怕動手術，不久她受到波麗安娜的鼓勵，而振作起來。
查理‧艾姆斯
配音員：村松康雄
擔任波麗安娜手術的醫生。齊爾頓的大學學長。
黛拉‧威瑟比
配音員：吉田理保子
擔任波麗安娜的護士。有著少數人擁有的強烈氣質。是少數能夠勸誡卡魯夫人的人物。波麗安娜就是她介紹給她姊姊露絲‧卡魯的特效藥，而被送來波士頓。名門望族威瑟比家的三女兒。

### 從第二部出現的登場人物
露絲‧卡魯
配音員：池田昌子
黛拉的姊姊。與波麗安娜認識的時候年齡是29歲。1個人住在大都市波士頓的有錢人家裡。名門望族威瑟比家的二女，同時也是卡魯家的女主人。有著女演員般的身材，波麗安娜稱呼她為「三稜鏡王國的女王陛下」。但是父母和丈夫，孩子都死了，在疼愛的外甥傑米又在6年前失蹤，對人生感到絕望，而過著不幸的每一天。竭盡全力想要找到外甥傑米‧肯特。有時會頭痛，與波麗一樣，被送來的特效藥波麗安娜，第一次覺得非常的討厭，但是漸漸的被她所吸引，慢慢的打開他的心房。因為波麗安娜的引響，她也領養了住在墨菲小鎮的傑米。自從領養了傑米之後，她的生活就變的好的多了。不過，對於真正的傑米‧肯特她還是沒有放棄，要律師哈利，命令他繼續著手調查。口頭禪是「我的傑米」。
傑米
配音員：渡邊菜生子
住在墨菲小鎮的小少爺。米奇都叫他詹姆斯小少爺。禮儀端正，是個品性很好的少年。只是因為腳不方便所以生活上總是坐著輪椅。5年前父親死亡，之後米奇的母親把他向自己的孩子一樣領養他並養育著他，並稱呼米奇的媽媽為卡雅(貝媽)。姓氏不明。他有緣遇到逃跑的奇普蒙克並保護著他，與波麗安娜相遇。他給奇普蒙克取名為「蘭斯洛特騎士」。如果哪一天用餐時對於貧困的生活灰非常傷腦筋，如果有高興的事情，他就會把它記錄在「喜悅之書」。有的時候，他的腳會感到很痛。卡魯夫人，在之後領養了這個傑米，把當成她的外甥傑米‧肯特一樣…。
法蘭克‧威瑟比
桃莉絲、露絲與黛拉的父親。在原作為威廉‧威瑟比，由於傑米失蹤時受到驚嚇，在1915年去世。享年53歲。
葛羅麗亞‧威瑟比
桃莉絲、露絲與黛拉的母親。由於傑米失蹤時受到驚嚇，在1915年去世。享年50歲。
莎蒂‧狄恩
配音員：佐久間玲
住在卡魯家隔壁的鄰居，是個有點任性的大小姐。在夏天的時候，只是不知道為什麼與黛拉一起同行，並居住在賀林頓家。
貝絲
配音員：高木早苗
莎蒂家的女傭。
米奇‧墨菲
配音員：頓宮恭子
在波士頓賣報紙的少年。在墨菲小鎮的公寓，與母親、傑米三個人一起生活。波麗安娜在波士頓的街道迷路的時候受到他的幫助，與波麗安娜成為朋友。順便一提，他所生活的墨菲小鎮的舊公寓，是卡魯家名下的資產。原作中他的名字叫傑利‧墨菲。
貝蒂‧墨菲
配音員：片岡富枝
米奇的母親。一邊為風濕所苦而一邊辛苦的工作著。在被父親拋棄後，變成一個人的傑米，都是麻煩她看著。順便一提傑米常說著有關於「卡雅」與母親的事情。原作中傑米稱她為夢西，意思是媽媽。
亨利‧道奇
米奇和貝蒂居住的墨菲小鎮的舊公寓的管理員，是卡魯家名下的資產。在卡魯夫人來到米奇的家看看的時候，發現公寓破破爛爛的，到處都是斑剝之處，於是在卡魯夫人回家之後，立刻寫封信給他，要他把卡魯家名下的資產給好好整修。後來卡魯夫人再次來到的時候，他已經把公寓給修整的美輪美奐。公寓的人都說他的態度變的很親切，可是他並沒有出現。
詹姆斯‧肯特
配音員：山田榮子
愛德華與桃莉絲的兒子。時常被稱呼為傑米‧肯特。他是卡魯夫人與黛拉的外甥子。有個有朝氣又活潑的男孩子。原本打算要他繼承威瑟比家與卡魯家們事業與龐大的財產的。為此，他被祖父母威瑟比夫婦與卡魯阿姨，一直細心的寵愛著他。但是，在6年前與父親愛德華一起下落不明。卡魯夫人想盡辦法要得到他的消息，他在哪裡、在做什麼，生死不明。
愛德華‧肯特
配音員：佐藤正治
傑米‧肯特的父親。在原作為約翰‧肯特，是卡魯夫人的姊姊桃莉絲的丈夫。在以前卡魯家與肯特家是門當戶對的名門望族，但是到他這一代就沒落了。在6年前，與兒子傑米一起下落不明。
桃莉絲‧肯特
配音員：有馬瑞香
愛德華的妻子。名門望族威瑟比家的長女。是卡魯夫人，黛拉的姊姊。傑米的母親。在傑米小的時候去世了。
美雅麗
配音員：安達忍
卡魯家雇用她作為波麗安娜專屬的女傭。非常親切且溫和的接待波麗安娜。
珀金斯
配音員：山田俊司
卡魯家所雇用的老管家，亦是私人司機。
布麗姬特
配音員：佐久間夏生
雇用作為卡魯家資深女傭的阿姨。在烹飪食物和洗衣服的地方上工作。關於傑米與他父親愛德華的失蹤，她是知道事情真相的少數的人之一。
蘇西‧史密斯
配音員：高田由美
雇用作為卡魯家女傭的姊姊。在烹飪食物和洗衣服的地方上工作。
牧師
配音員：石森達幸
在波士頓的某個教會的牧師。波麗安娜住在波士頓時，某個星期日她與卡魯夫人一起到教會(教堂)做禮拜，當她看見這教會的牧師時，有一瞬間她把他看成自己的爸爸約翰牧師。當牧師他開始唸聖經時，波麗安娜她就想像當時她在西部時，他爸爸在當地的教會唸聖經時的情況。
哈利律師
配音員：二又一成
卡魯家的顧問律師。正在調查傑米‧肯特的消息。
威利斯
配音員：西村知道
給齊爾頓看病的患者。因為去了威利斯先生的家看診，就是這原因讓齊爾頓喪失生命的。
威利斯夫人
威利斯先生的夫人，對於欠齊爾頓的醫藥費覺得很不好意思，不過齊爾頓並沒有催他們，反而對她說等威利斯先生好了以後再還也可以。然而在齊爾頓打算離開時，她有請他等風雨小一點再走，可是齊爾頓為了幫波麗安娜辦晚餐會，還是拒絕她的好意。

### 西部篇的登場人物
卡蓮
配音員：工藤夕貴
波麗安娜在西部時的朋友。
傑瑞麥亞‧O‧懷特
配音員：阪脩
住在波麗安娜家隔壁的溫柔伯伯。在約翰牧師死後，他有領養波麗安娜的打算…。
荷西芭‧懷特
配音員：寺島信子
傑瑞麥亞的妻子。原作中傑瑞麥亞‧懷特稱呼她為荷普，她對於波麗安娜非常的嚴厲，打算要教她裁縫和禮儀方面等等的事情。她是為了考慮波麗安娜的將來才那麼說著，其實她是一個溫柔的人。
哈里曼夫人
配音員：藤夏子
教會中婦女協會的伯母。
葛雷夫人
配音員：前田敏子
教會中婦女協會的伯母。
路易斯夫人
配音員：高橋廣子
教會中婦女協會的伯母。約翰牧師倒下的時候，她照顧著波麗安娜。
哈利醫生
替波麗安娜的父親約翰看病的醫生。
卡爾牧師
配音員：村松康雄
在約翰牧師死後來到這個教會的牧師。
旁白
配音員：中西妙子
本故事的解說員。擔任解說故事與下集預告的部份。

### 登場的動物們
奇普蒙克
波麗安娜的花栗鼠，是她從西部那裡帶過來，身上的特徵有黑色條紋。一到冬天就會進入冬眠狀態。當波麗安娜把牠帶到波士頓時，有一次牠不見了，而波麗安娜為了找牠而迷路。
牠的名字其實就是松鼠裡的種類「花栗鼠」的音譯「奇普蒙克」。
塔利姆
班德爾頓所飼養的狗。種類是拉布拉多獵犬。有個和飼主相似的可怕臉孔。個性溫和。很喜歡時常接近吉米，不過吉米心情不好時還是一樣會跟著。
康尼
齊爾頓醫生所飼養的馬兒的名字。
馬克
吉米所乘坐的馬兒的名字。吉米說騎馬是紳士應有的習慣。
亞瑟王
傑米在波士頓的公園裡的松鼠朋友，與奇普蒙克不同的身上沒有黑色條紋。
羅薇娜公主
傑米在波士頓的公園裡的松鼠朋友，與奇普蒙克不同的身上沒有黑色條紋，時常與艾凡赫一起爭奪食物。
艾凡赫
傑米在波士頓的公園裡的松鼠朋友，與奇普蒙克不同的身上沒有黑色條紋，時常喜歡搶羅薇娜公主的食物。

## 主題歌、插入歌
- 片頭曲1『幸福的嘉年華』(第1話~第27話)
  - 作詞：岩里祐穗、歌：工藤夕貴、作曲：芹澤廣明、編曲：和泉一彌
- 片頭曲2『想要見到微笑的你』(第28話~第51話)
  - 作詞：淺見純、歌：工藤夕貴、作曲：鈴木喜三郎、編曲：矢野立美
- 片尾曲1『幻化成愛』(第1話~第27話)
  - 作詞：岩里祐穗、歌：工藤夕貴、作曲：芹澤廣明、編曲：和泉一彌
- 片尾曲2『幸福』(第28話~第51話)
  - 作詞：三浦德子、歌：工藤夕貴、作曲：小松保夫、編曲：矢野立美
- 插入歌1『星沙般的吊燈』
  - 作詞：小坂明子、歌：堀江美都子、作曲：小坂明子、編曲：小坂明子
- 插入歌2『夢色天使』
  - 作詞：小坂明子、歌：堀江美都子、作曲：小坂明子、編曲：小坂明子
- 插入歌3『聖誕老人進城了』
  - 作詞：神部隆夫、歌：堀江美都子、哥倫比亞搖籠會、作曲：約翰·弗雷德里克·庫茲、編曲：小森昭宏
- 插入歌4『聖誕鈴聲』【Jingle Bell】
  - 作詞：宮澤章二、歌：堀江美都子、哥倫比亞搖籠會、作曲：詹姆斯·羅德·皮爾龐特、編曲：高島明彥
- 插入歌5『平安夜』
  - 作詞：由木康、歌：堀江美都子、音樂創造、作曲：法蘭茲·克薩佛·格魯伯、編曲：若松正司

## 標題播映表
| 集數 | 日文標題                     | 中文標題(TTV) | 中文標題(DVD)          | 播映日        | 腳本                 | 分鏡               | 導演     | 作畫監督 |
| ---- | ---------------------------- | ------------- | ---------------------- | ------------- | -------------------- | ------------------ | -------- | -------- |
| 1    |                              |               | 教會的小女孩           | 1986年 1月5日 | 久貴千彩子           | 楠葉宏三           | 楠葉宏三 | 佐藤好春 |
| 2    |                              |               | 爸爸你不要死           | 1月12日       | 久貴千彩子           | 楠葉宏三           | 楠葉宏三 | 佐藤好春 |
| 3    | 丘の上の讃美歌               |               | 山丘上的讚美歌         | 1月19日       | 久貴千彩子           | 楠葉宏三           | 楠葉宏三 | 佐藤好春 |
| 4    | 見知らぬ町へ                 |               | 前往陌生的城鎮         | 1月26日       | 久貴千彩子           | 矢澤則夫           | 楠葉宏三 | 佐藤好春 |
| 5    | ナンシーの約束               |               | 南西的約定             | 12月2日       | 久貴千彩子           | 腰繁男             | 楠葉宏三 | 佐藤好春 |
| 6    | 新しい服騒動                 |               | 新衣服的騷動           | 2月9日        | 久貴千彩子           | 杉村博美           | 楠葉宏三 | 佐藤好春 |
| 7    | うれしいおしおき             |               | 高興的處罰             | 2月16日       | 久貴千彩子           | 矢澤則夫           | 楠葉宏三 | 佐藤好春 |
| 8    | 不思議な紳士                 |               | 不可思議的紳士         | 2月23日       | 久貴千彩子、國弘珠緒 | 黑川文男           | 楠葉宏三 | 佐藤好春 |
| 9    | 放っておけないわ             |               | 不能放著不管啊！       | 3月2日        | 久貴千彩子           | 楠葉宏三           | 楠葉宏三 | 佐藤好春 |
| 10   | 何とかしなくちゃ！           |               | 必須想個辦法才行！     | 3月9日        | 久貴千彩子           | 矢澤則夫           | 楠葉宏三 | 佐藤好春 |
| 11   | ペンデルトンの森で           |               | 在班德爾頓的森林       | 3月16日       | 久貴千彩子           | 楠葉宏三           | 楠葉宏三 | 佐藤好春 |
| 12   | スノー夫人の驚き             |               | 驚訝的史諾夫人         | 3月23日       | 久貴千彩子           | 楠葉宏三           | 楠葉宏三 | 佐藤好春 |
| 13   | おば様はお気の毒             |               | 阿姨好可憐             | 3月30日       | 久貴千彩子           | 杉村博美           | 楠葉宏三 | 佐藤好春 |
| 14   | 手鏡の思い出                 |               | 手鏡的回憶             | 14月6日       | 久貴千彩子           | 矢澤則夫           | 楠葉宏三 | 佐藤好春 |
| 15   | 不思議な特効薬？             |               | 不可思議的特效藥？     | 4月13日       | 久貴千彩子           | 吉田健二郎         | 楠葉宏三 | 佐藤好春 |
| 16   | 怒らないで！おば様           |               | 不要生氣啊！阿姨       | 4月20日       | 久貴千彩子           | 矢澤則夫           | 楠葉宏三 | 佐藤好春 |
| 17   | チルトン先生大好き！         |               | 最喜歡齊爾頓醫生了！   | 4月27日       | 久貴千彩子           | 杉村博美           | 楠葉宏三 | 佐藤好春 |
| 18   | ペンデルトンの謎             |               | 班德爾頓的秘密         | 5月4日        | 久貴千彩子           | 吉田健二郎         | 楠葉宏三 | 佐藤好春 |
| 19   | 驚くべき秘密                 |               | 驚人的秘密             | 5月11日       | 久貴千彩子           | 矢澤則夫           | 楠葉宏三 | 佐藤好春 |
| 20   | 危ない！ポリアンナ           |               | 危險啊！波麗安娜       | 5月18日       | 久貴千彩子           | 杉村博美、楠葉宏三 | 楠葉宏三 | 佐藤好春 |
| 21   |                              |               | 可怕的宣告             | 5月25日       | 久貴千彩子           | 矢澤則夫           | 楠葉宏三 | 佐藤好春 |
| 22   |                              | 足不能行      | 腳不能動！             | 6月1日        | 久貴千彩子           | 杉村博美、楠葉宏三 | 楠葉宏三 | 佐藤好春 |
| 23   | よかったが探せない！         |               | 無法去尋找快樂！       | 6月8日        | 久貴千彩子           | 矢澤則夫           | 楠葉宏三 | 佐藤好春 |
| 24   | もう一度歩きたい！           |               | 想要再一次走路！       | 6月15日       | 久貴千彩子           | 杉村博美           | 楠葉宏三 | 佐藤好春 |
| 25   | 危険な手術                   |               | 危險的手術             | 6月22日       | 久貴千彩子           | 矢澤則夫           | 楠葉宏三 | 佐藤好春 |
| 26   | 死なないでポリアンナ         |               | 不要死啊！波麗安娜     | 6月29日       | 久貴千彩子           | 楠葉宏三           | 楠葉宏三 | 佐藤好春 |
| 27   | 第1部 完 愛になりたい        |               | 第1部完‧幻化成愛       | 7月6日        | 久貴千彩子           | 楠葉宏三           | 楠葉宏三 | 佐藤好春 |
| 28   | 忍びよる影                   |               | 悄悄接近的影子         | 7月13日       | 久貴千彩子           | 矢澤則夫           | 楠葉宏三 | 佐藤好春 |
| 29   | さよなら！ベルディングスビル |               | 再見了！貝魯丁古茲村   | 7月20日       | 久貴千彩子           | 片淵須直           | 楠葉宏三 | 佐藤好春 |
| 30   | 大都会ボストンの生活         |               | 大都市波士頓的生活     | 7月27日       | 久貴千彩子           | 楠葉宏三           | 楠葉宏三 | 佐藤好春 |
| 31   | チップマックがいない！       |               | 奇普蒙克失蹤了！       | 8月3日        | 久貴千彩子           | 矢澤則夫           | 楠葉宏三 | 佐藤好春 |
| 32   | 迷子のポリアンナ             |               | 迷路的波麗安娜         | 8月17日       | 久貴千彩子           | 杉村博美           | 楠葉宏三 | 佐藤好春 |
| 33   | チップマックはどこ？         |               | 奇普蒙克在哪裡？       | 8月24日       | 久貴千彩子           | 片淵須直           | 楠葉宏三 | 佐藤好春 |
| 34   | カリウ夫人の悲しい秘密       |               | 卡魯夫人悲傷的秘密     | 8月31日       | 久貴千彩子           | 矢澤則夫           | 楠葉宏三 | 佐藤好春 |
| 35   | 若君ジェームス               |               | 詹姆斯小少爺           | 9月7日        | 久貴千彩子           | 杉村博美           | 楠葉宏三 | 佐藤好春 |
| 36   | 路地裏の天使                 |               | 巷子裡的天使           | 9月14日       | 久貴千彩子           | 矢澤則夫           | 楠葉宏三 | 佐藤好春 |
| 37   | 本当のジェミーが欲しい!!     |               | 想要找回真正的傑米！！ | 9月21日       | 久貴千彩子           | 楠葉宏三           | 楠葉宏三 | 佐藤好春 |
| 38   | どうして幸福になれないの？   |               | 為什麼無法幸福呢？     | 9月28日       | 久貴千彩子           | 杉村博美           | 楠葉宏三 | 佐藤好春 |
| 39   | さよならパーティ事件         |               | 送別派對事件           | 10月5日       | 久貴千彩子           | 矢澤則夫           | 楠葉宏三 | 佐藤好春 |
| 40   | たのしいボストン見物         |               | 快樂的波士頓遊覽       | 10月12日      | 久貴千彩子           | 杉村博美           | 楠葉宏三 | 佐藤好春 |
| 41   | 嵐のはじまり                 |               | 暴風雨的開始           | 10月19日      | 久貴千彩子           | 矢澤則夫           | 楠葉宏三 | 佐藤好春 |
| 42   | 失われた帰り道               |               | 回不了家的路           | 10月26日      | 久貴千彩子           | 楠葉宏三           | 楠葉宏三 | 佐藤好春 |
| 43   | 死なないでチルトン先生！     |               | 不要死啊！齊爾頓醫生！ | 11月2日       | 久貴千彩子           | 杉村博美           | 楠葉宏三 | 佐藤好春 |
| 44   | 悲しみをのりこえて           |               | 跨越悲傷               | 11月9日       | 久貴千彩子           | 矢澤則夫           | 楠葉宏三 | 佐藤好春 |
| 45   | 荒れた花園                   |               | 荒廢的花園             | 11月16日      | 久貴千彩子           | 杉村博美           | 楠葉宏三 | 佐藤好春 |
| 46   | ジェミー・ケントの謎         |               | 傑米‧肯特的秘密        | 11月23日      | 久貴千彩子           | 矢澤則夫           | 楠葉宏三 | 佐藤好春 |
| 47   | 危険な遊び                   |               | 危險的遊戲             | 11月30日      | 久貴千彩子           | 楠葉宏三           | 楠葉宏三 | 佐藤好春 |
| 48   | 助けて！ジェミー             |               | 救命啊！傑米           | 12月7日       | 久貴千彩子           | 矢澤則夫           | 楠葉宏三 | 佐藤好春 |
| 49   | 解きあかされた過去           |               | 過去的事真相大白       | 12月14日      | 久貴千彩子           | 矢澤則夫           | 楠葉宏三 | 佐藤好春 |
| 50   | ボクがジェミーだ！           |               | 我就是傑米！           | 12月21日      | 久貴千彩子           | 楠葉宏三           | 楠葉宏三 | 佐藤好春 |
| 51   | 幸福はすぐそばに             |               | 幸福就在你身邊         | 12月28日      | 久貴千彩子           | 楠葉宏三           | 楠葉宏三 | 佐藤好春 |

## 外部連結
- 互联网电影数据库（IMDb）上《愛少女波麗安娜物語》的资料（英文）